# William Perkins
William Perkins (Marston Jabbet, Warwickshire, 1558-1602) was een Anglicaans puriteins predikant. 
Als geboorteplaats van William Perkins wordt Marston Jabbett genoemd, in het graafschap Warwickshire gelegen. Veel is er van zijn jeugd niet bekend, wel dat hij uit een welgestelde familie kwam. Zijn ouders stuurden hem naar Christ's College van de Universiteit van Cambridge. Een van zijn hoogleraren was Thomas Cartwright. Met ijver wierp hij zich op de studie theologie en behaalde in 1584 de titel Master of Arts.
Zijn verdere leven zou hij nauw aan Cambridge verbonden blijven. En als zodanig heeft hij grote invloed uitgeoefend op een lange rij aanstaande predikanten. Daarom werd hij later wel "de vader van het puritanisme" genoemd.
Perkins heeft, naast al zijn ambtelijke arbeid in prediking en pastoraat, veel geschreven. De gevangenis in Cambridge was deel van zijn werkterrein. Het was zijn gewoonte met de veroordeelden naar de plaats van terechtstelling te gaan. Zijn invloed was groot, tot ver buiten de grenzen van zijn land. Ook Gisbertus Voetius, hoogleraar in Utrecht, en Amesius in Franeker hebben die invloed ondergaan. Volgens. prof. dr. W. J. op 't Hof is Perkens de belangrijkste vertegenwoordiger was van het Engels piëtistisch puritanisme.

## Vroege leven
Perkins had een onstuimig studentenleven. Volgens de traditie kwamt hij tot bezinning toen hij een moeder tegen haar kind hoorde zeggen: Wees stil, of ik zal je aan die dronken Perkins daarginds geven. Tijdens zijn studie in Camebridge, waar Laurence Chaderton tutor was, bekeerde hij zich tot God. Hij ontving zijn Bachelor of Arts in 1581 en zijn Master of Arts in 1584.

## Predikantschap en theologie
William Perkins is wel de eerste theoloog van het puritanisme genoemd, de vader van het piëtisme. Hij was een fervent voorstander van de gereformeerde theologie, met name de supralapsarische theologie van Theodore Beza en Johannes Calvijn. Bovendien was hij een fervent verdediger van protestantse idealen, met name de vijf sola's met een bijzondere nadruk op solus Christus en sola Scriptura. Daarnaast was Perkins een voorstander van de leer van de "dubbele predestinatie" en was een belangrijke speler bij het introduceren van het gedachtegoed van Theodore Beza in Engeland. Hij beschouwde het reformatorische concept van het verbond van genade, dat centraal staat in de gereformeerde soteriologie en dubbele predestinatie, als een doctrine van grote troostende waarde.
In zijn "The Art of Prophesying", dat in 1592 gedrukt werd, breekt hij een lans voor een eenvoudige bijbelse prediking. Hij is een voorstander een grondige uitleg van een bijbelgedeelte, als belangrijkste inhoud van een preek. Naast de grondige uitleg, stelt hij dat er veel aandacht moet worden besteed aan de toepassing van het uitgelegde gedeelte uit de Bijbel. In de prediking moet volgens Perkins eerst de wet en daarna het Evangelie aan bod komen. De wet om de kwaal te duiden, het Evangelie als geneesmiddel. Volgens Perkins zijn er variaties in het geestelijke leven, daarom noemt hij zeven geestelijke gesteldheden waar de predikant rekening moet houden. Deze gesteldheden zijn: 
1. Degenen die ongelovig zijn en onwetend en hardleers zijn.
2. Degenen die leergierig zijn, maar onwetend.
3. Degenen die kennis hebben, maar nooit nederig zijn geworden.
4. Degenen die al nederig zijn.
5. Degenen die al geloven.
6. Degenen die zijn teruggevallen.
7. Kerken met zowel gelovigen en ongelovigen.

## Positie binnen de kerk
Hij was fel tegen separatisme en aanvaardde, ondanks zijn kritiek op de uitblijvende verdere reformatie, de Anglicaanse Kerk omdat deze behoorde bij het Engeland van Elizabeth. Uit respect voor de overheid streefde hij, zoals veel presbyterianen deden, niet naar een eigen kerkelijke structuur, los van overheidsbemoeienis. Hij was een calvinist.

## Invloed
Hij wist de wetenschappelijke problematiek van de theologie op een eenvoudige manier binnen het bereik van de mensen te brengen. In zijn theologie staat de praktijk van  het geloofsleven centraal. Hij wist steeds een praktische benadering te bieden. Zijn werken hebben zowel in Engeland als daarbuiten een grote invloed gehad. Zo is hij van grote invloed geweest op de Nederlandse theologen Willem Teellinck, Voetius, hoogleraar in Utrecht, en Amesius, hoogleraar in Franeker. Tijdens de Nadere Reformatie zijn veel geschriften van Perkins vertaald, waardoor hij van grote invloed was in Nederland.
Perkins opvattingen over de dubbele predestinatie maakten hem een belangrijk doelwit van Jacobus Arminius, de Nederlandse predikant die tegen de doctrine van predestinatie was. Hij was ook invloedrijk in de theologische ontwikkeling van de Amerikaanse puriteinse filosoof en theoloog Jonathan Edwards. Bovendien beschouwen sommigen de hermeneutiek van Perkins als een model dat moet worden nagebootst.

## Dood
Hij stierf in 1602, kort voor het einde van de regeerperiode van koningin Elizabeth I. James Montagu preekte voorafgaand aan zijn begrafenis en nam als tekst voor de preek Jozua 1 vers 2: 'Mozes, mijn dienaar, is dood'. Hij werd begraven in de St. Andrew's kerk te Cambridge, de kerk die hij achttien jaar lang had gediend.

## Wetenswaardigheden
- Binnen de bevindelijk gereformeerde kerken in Nederland staat Perkins bekend als zogenaamde "Oudvader".

- Biblioteca Nacional de España: XX826834
- Bibliothèque nationale de France: cb12061483j (data)
- CiNii: DA02194859
- Digitale Bibliotheek voor de Nederlandse Letteren: perk006
- Gemeinsame Normdatei: 118828495
- International Standard Name Identifier: 0000 0001 0866 6630
- Library of Congress Control Number: n50047643
- Nationale Bibliotheek van Tsjechië: mzk2009511494
- Nationale bibliotheek van Australië: 35417169
- Nationale Bibliotheek van Israël: 987007275926405171
- Nationale Bibliotheek van Polen: a0000002813263
- Nederlandse Thesaurus van Auteursnamen: 068894635
- Istituto Centrale per il Catalogo Unico: SBLV127462
- LIBRIS: 292583
- SNAC: w6xh0977
- Système universitaire de documentation: 067046606
- Trove: 945301
- Virtual International Authority File: 181596489
- WorldCat: E39PCjH3T7gtDb3MqVfvfVTYCP